# Kapo (camp de concentració)

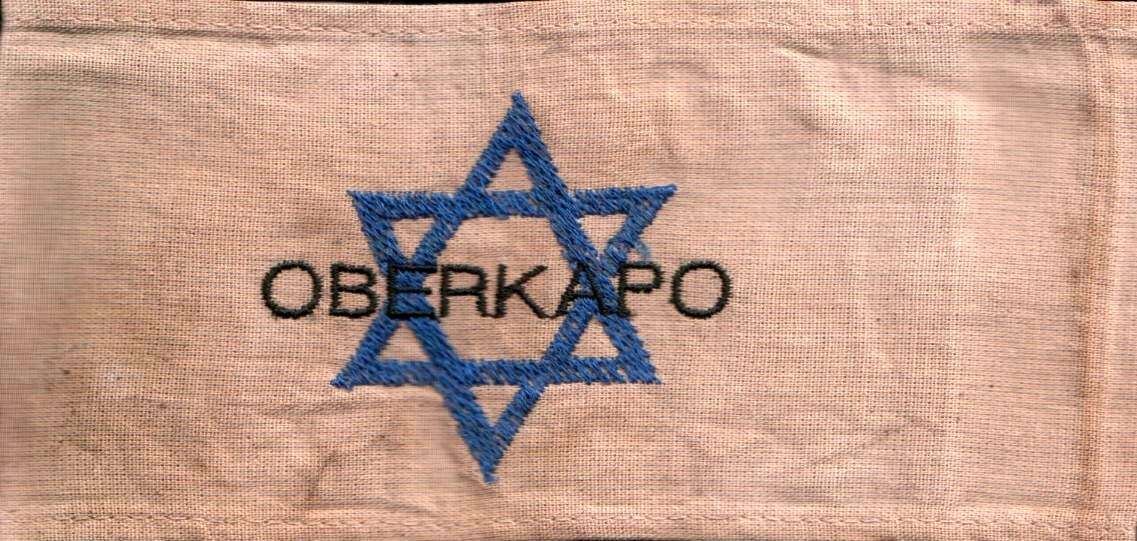
Braçalet d'un oberkapo (kapo en cap).

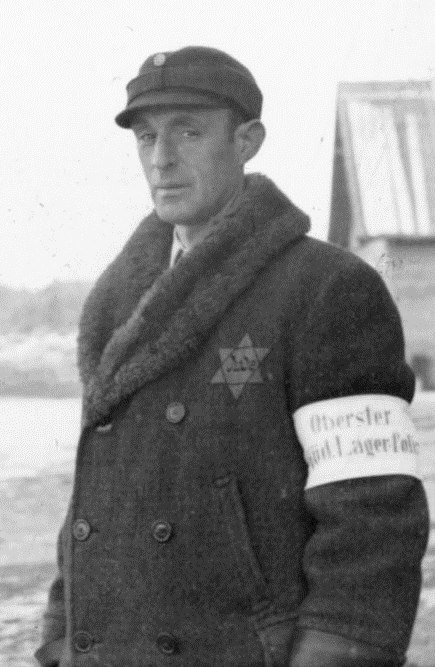
Un líder kapo al Camp de concentració de Salaspils, Letònia, amb un braçalet de Lagerpolizist (policia del camp).

Un kapo o presoner funcionari (alemany: Funktionshäftling, vegeu secció Etimologia) era un presoner en un camp de concentració nazi que havia rebut l'encàrrec, per part dels guàrdies de les SS, de supervisar el treball forçat o dur a terme tasques administratives al camp. Anomenat també "presoner d'autoadministració", el sistema del presoner funcionari minimitzava els costos en permetre que els campaments funcionessin amb menys personal de les SS. El sistema estava dissenyat perquè la víctima es girés contra la víctima, ja que els presos funcionaris s'enfrontaven contra els seus companys de presó per tal de mantenir el favor dels seus guàrdies de les SS. Si fossin abandonats, serien retornats a la situació dels presos comuns i estarien subjectes a d'altres kapos. Molts presoners funcionaris foren reclutats d'entre les files de les bandes criminals violentes, en lloc d'agafar-los dels més nombrosos presos polítics, religiosos i racials; aquests presos eren coneguts per la seva brutalitat cap als altres presos. Aquesta brutalitat era tolerada per les SS i va ser una part integral del sistema de camps.
Els presos funcionaris s'estalviaven els abusos físics i el treball dur, sempre que realitzessin les seves funcions a satisfacció dels guàrdies de les SS. També tenien accés a certs privilegis, com ara vestits de civil i una habitació privada. Mentre els alemanys comunament els anomenaven  kapos , el terme oficial del govern per a funcionaris de presoners era Funktionshäftling

## Etimologia
L'origen de la paraula no està gaire clar. La Jewish Virtual Library afirma, que és una forma abreviada per al mot, Kameradschaftpolizei, (més o menys, "camarada, força de policia"), o potser Kameradschafts-Polizei. Podria haver vingut de la paraula italiana per a "cap", capo. Segons el Duden, es deriva del mot francès (i català) "caporal".

## Organització
Els kapos rebien més privilegis que els presos normals, i se'ls encomanaven treballs més lleugers, com els de vigilància. Els kapos eren habitualment presos de baixa perillositat (polítics i religiosos principalment jueus) que s'havien ofert a fer aquest treball a canvi de majors llibertats i d'un compliment de pena avançat o llibertat condicional. Milers de jueus van tenir l'oportunitat d'exercir el paper de Kapos, també coneguts pels altres interns com a "Policia Jueva" els que estaven encarregats d'ajudar les SS en la vigilància de la resta dels interns i en tasques administratives com el repartiment d'aliments, medicaments, roba, entre d'altres.

## Cinema i literatura
Aquest paper s'ha descrit en molts llibres, entre ells Si això és un home de Primo Levi i L'home a la recerca de sentit de Viktor Frankl, que el tracta des del punt de vista d'un psiquiatre. També s'esmenta en l'autobiografia d'Elie Wiesel, La nit .
La pel·lícula Kapò de Gillo Pontecorvo de 1959 va aconseguir la nominació a l'Oscar i va ser premiada en diversos festivals. Altres pel·lícules on apareixen «kapos» són La vida és bella de Roberto Benigni; La decisió de la Sophie d'Alan J. Pakula; Nit i boira d'Alain Resnais; El porter de nit de Liliana Cavani; La Fuga de Sobibor, God on trial i El pianista.